# Ker-Xavier Roussel

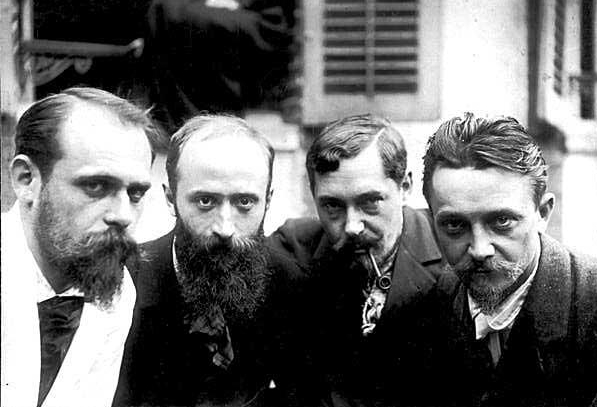
Ker-Xavier Roussel, Édouard Vuillard, Romain Coolus y Felix Vallotton en 1899

François-Xavier Roussel, más conocido como Ker-Xavier Roussel (Lorry-lès-Metz, 10 de diciembre de 1867-L'Étang-la-Ville, 6 de junio de 1944) fue un pintor y grabador francés, miembro del grupo artístico de los Nabis. 

## Biografía

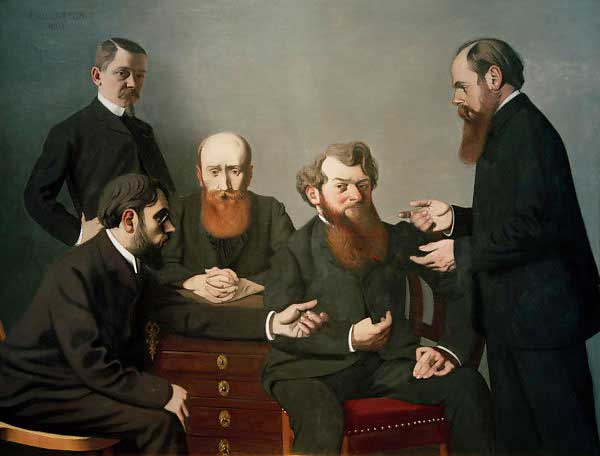
Cinco pintores (1902-1903), de Félix Vallotton. De izquierda a derecha: de pie, Vallotton; sentados, Pierre Bonnard, Édouard Vuillard y Charles Cottet; y de pie, Ker-Xavier Roussel

Inició su formación en el Liceo Condorcet, donde conoció a Édouard Vuillard, quien sería su mejor amigo y con cuya hermana se casó. Posteriormente estudió en la Escuela Nacional Superior de Bellas Artes de París y completó su formación en la Académie Julian.
En dicha academia tuvo como compañeros a los miembros que formarían el grupo de los Nabis, como Vuillard, Pierre Bonnard, Maurice Denis, Paul Ranson, Paul Sérusier y Henri-Gabriel Ibels. Estos artistas formaron una sociedad secreta denominada Nabis, de una palabra hebrea que significa «profeta», un nombre propuesto por el poeta Henri Cazalis. Estaban interesados en la teosofía y las religiones orientales, y tuvieron una estrecha relación con el ambiente literario parisino, especialmente con Stéphane Mallarmé. El grupo estuvo activo en París en los años 1890. Influido por Paul Gauguin y la Escuela de Pont-Aven, destacó por un cromatismo intenso de fuerte expresividad. Su estilo partió de las investigaciones sintetistas y de cierta influencia japonesa para avanzar en un arte cada vez más alejado de premisas académicas, en el que tenía mayor relevancia la investigación cromática, la expresividad del diseño y la voluntad de trasladar las emociones al lenguaje plástico. Se disolvieron en 1899.
En 1891 participó con sus compañeros en la exposición de Pintores impresionistas y simbolistas en la Galerie Le Barc de Boutteville de París. Posteriormente participó en el Salón de los Independientes de 1901, el Salón de Otoño de 1904 y en la galería Bernheim-Jeune en 1906. Ese último año visitó a Paul Cézanne en Aix-en-Provence, junto con Maurice Denis. Por lo general, expuso siempre conjuntamente con sus compañeros Nabis o, en ocasiones, con su amigo y cuñado Vuillard.
La obra de Roussel se enmarca dentro del estilo simbolista en el que se movían los Nabis, con cierta influencia del intimismo de su cuñado Vuillard, quien se centró en un tipo de imágenes de atmósfera social que reflejaban la vida cotidiana en escenas generalmente de interior. Sin embargo, Roussel extrapoló esas escenas intimistas al exterior, en imágenes oníricas y sensuales reflejo de un universo personal, poético y espiritual: Mujer con peinador mateado azul (1891), Estaciones de la vida (1892), Bañistas (1903). En 1906, un viaje al sur de Francia le hizo descubrir la luminosidad mediterránea y desde entonces elaboró imágenes de paisajes bucólicos bañados por una intensa luz, generalmente con un tema mitológico como pretexto argumentativo, con personajes como faunos y ninfas, dioses mitológicos griegos y sus amores, pastores de la Arcadia y similares: Venus y el Amor al borde del mar (1908), Fauno y ninfa (1910), El rapto de las hijas de Leucipo (1911), Diana durmiente (1924), Idilio (1929).
Junto a su producción pictórica destaca su faceta como grabador, generalmente en litografía. Trabajó para el editor y galerista Ambroise Vollard, en cuya casa instaló un taller litográfico en 1930. Como decorador, desde 1909 trabajó para los Bernheim y Lugné-Poe en grandes decoraciones teatrales. En 1913 elaboró el telón del Teatro de los Campos Elíseos. En 1915 recibió el encargo para decorar el Museo de Bellas Artes de Winterthur. En 1936 realizó Pax Nutrix para el Palacio de las Naciones de Ginebra y, al año siguiente, la Danza para el Teatro Nacional de Chaillot de París.
En 1968 se hizo una exposición retrospectiva de su obra y la de Vuillard en la Orangerie de París.

## Galería

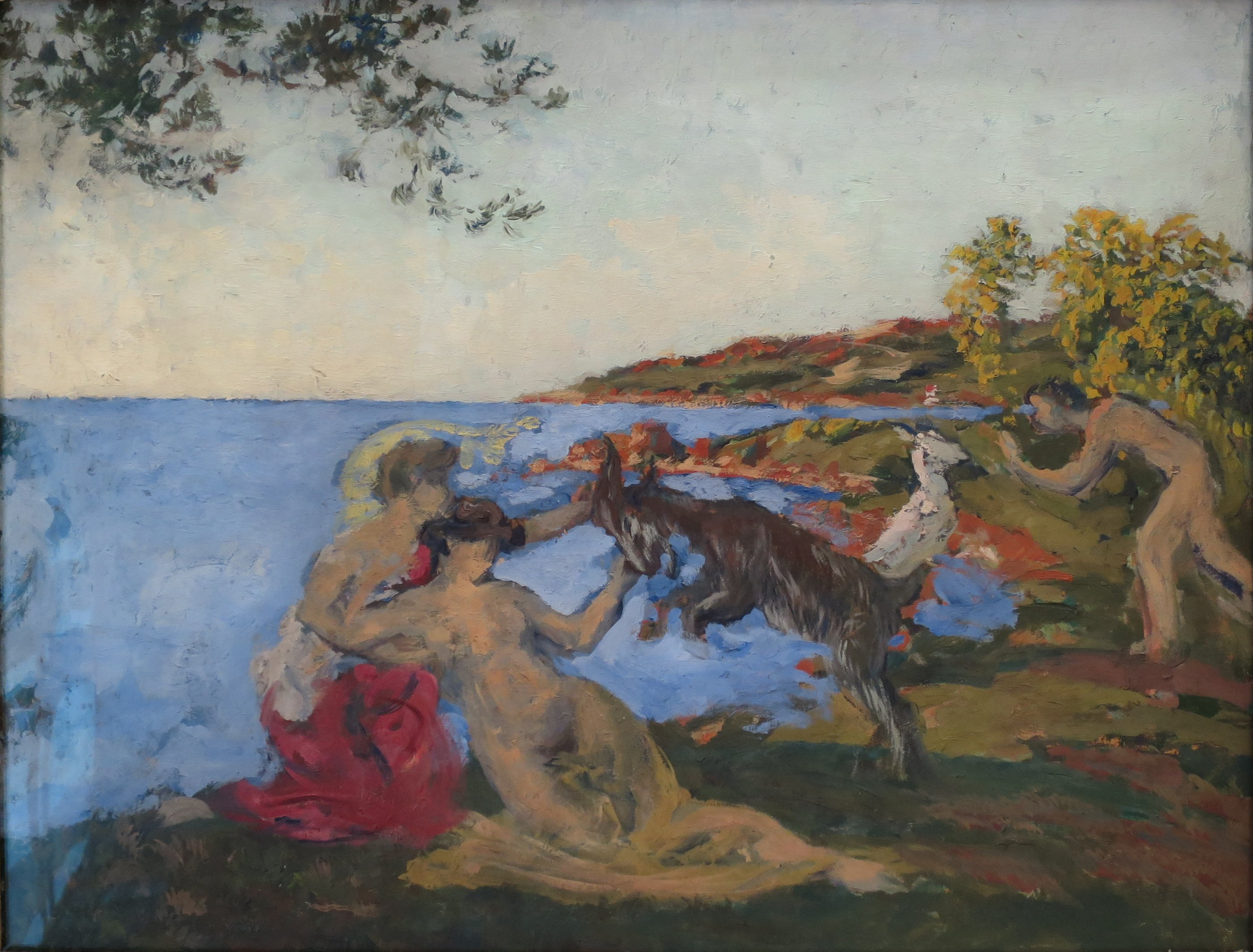
Sujeto mitológico (1903), Museo del Hermitage, San Petersburgo
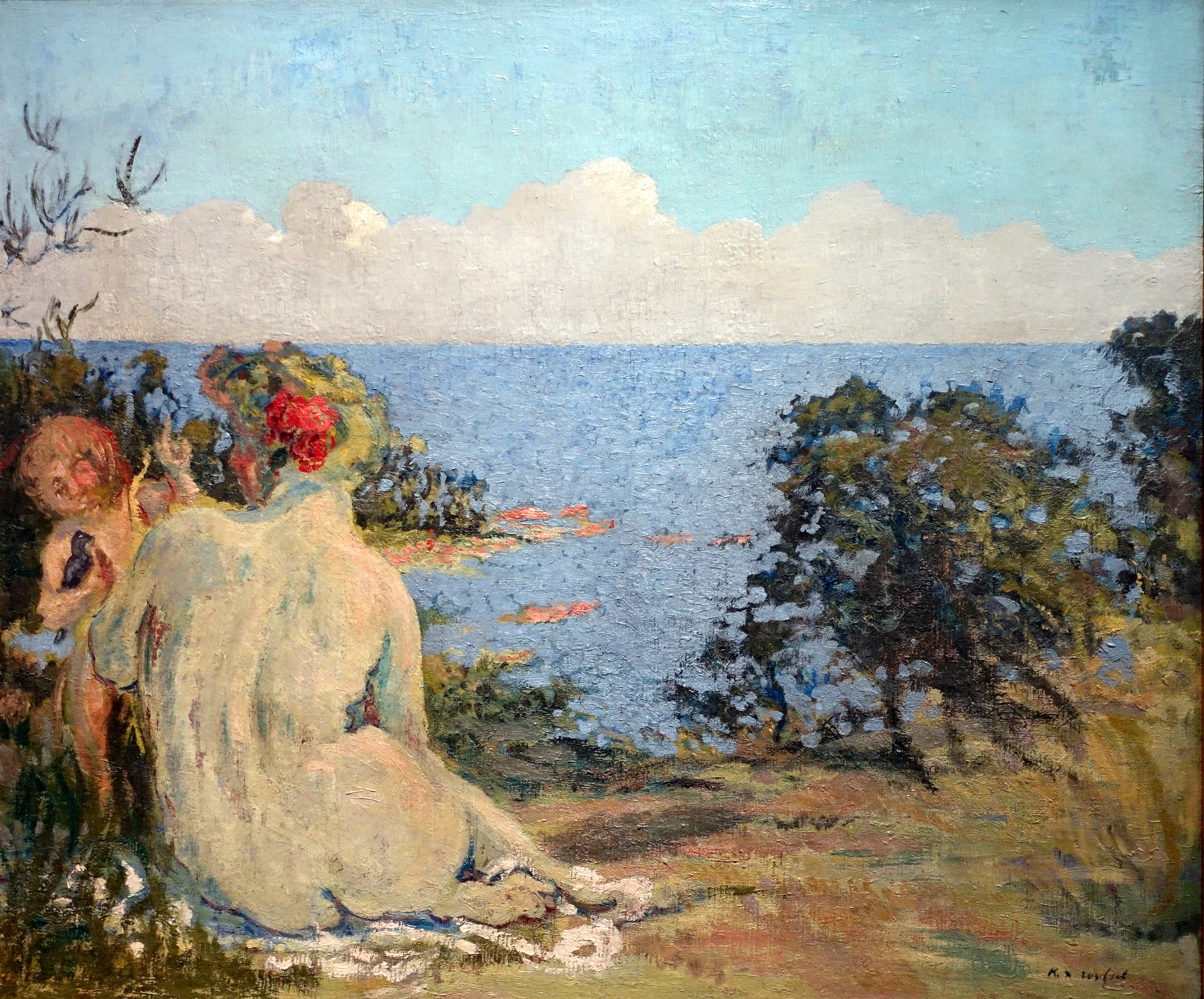
Venus y el Amor al borde del mar (1908), Museo de Orsay, París
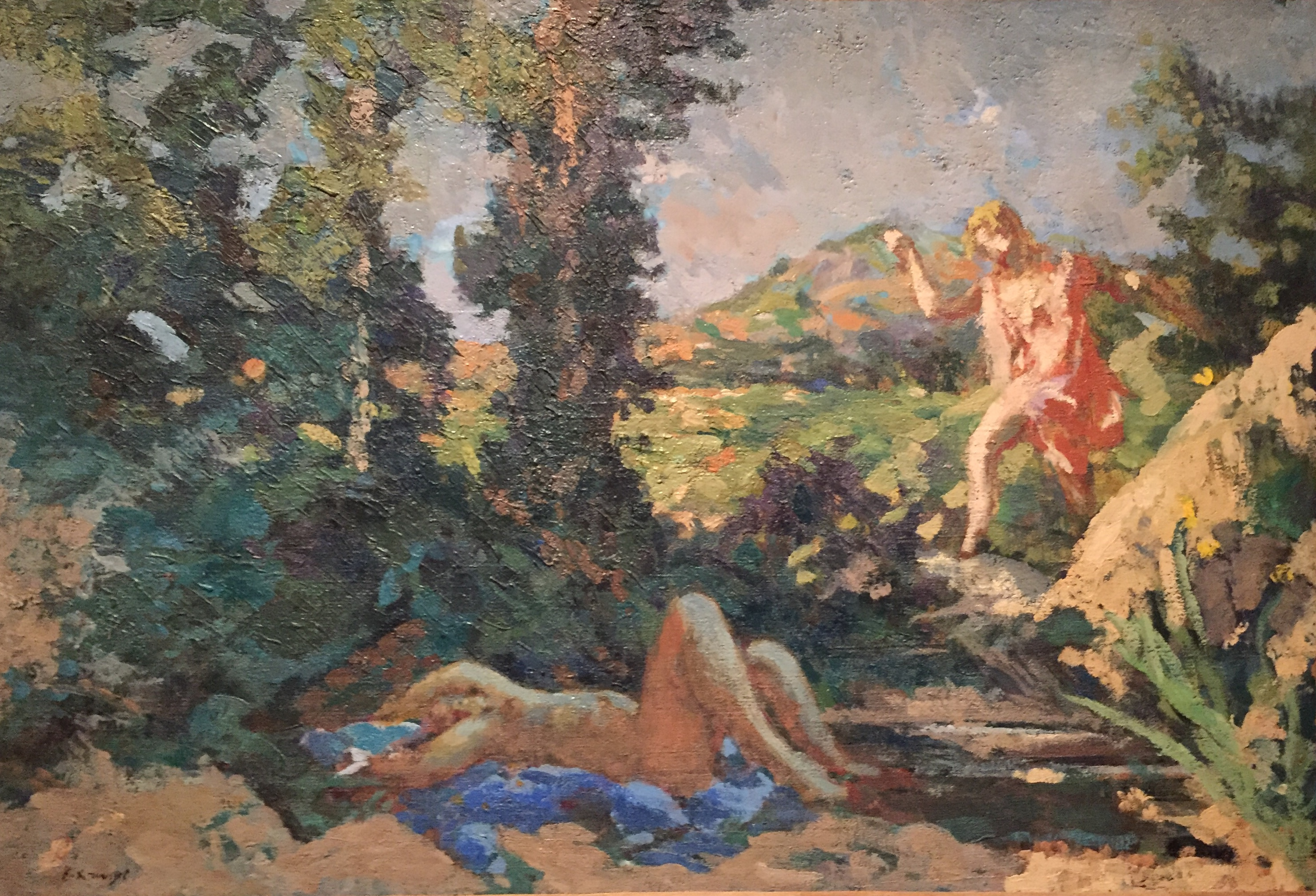
Fauno y ninfa (1910), colección privada
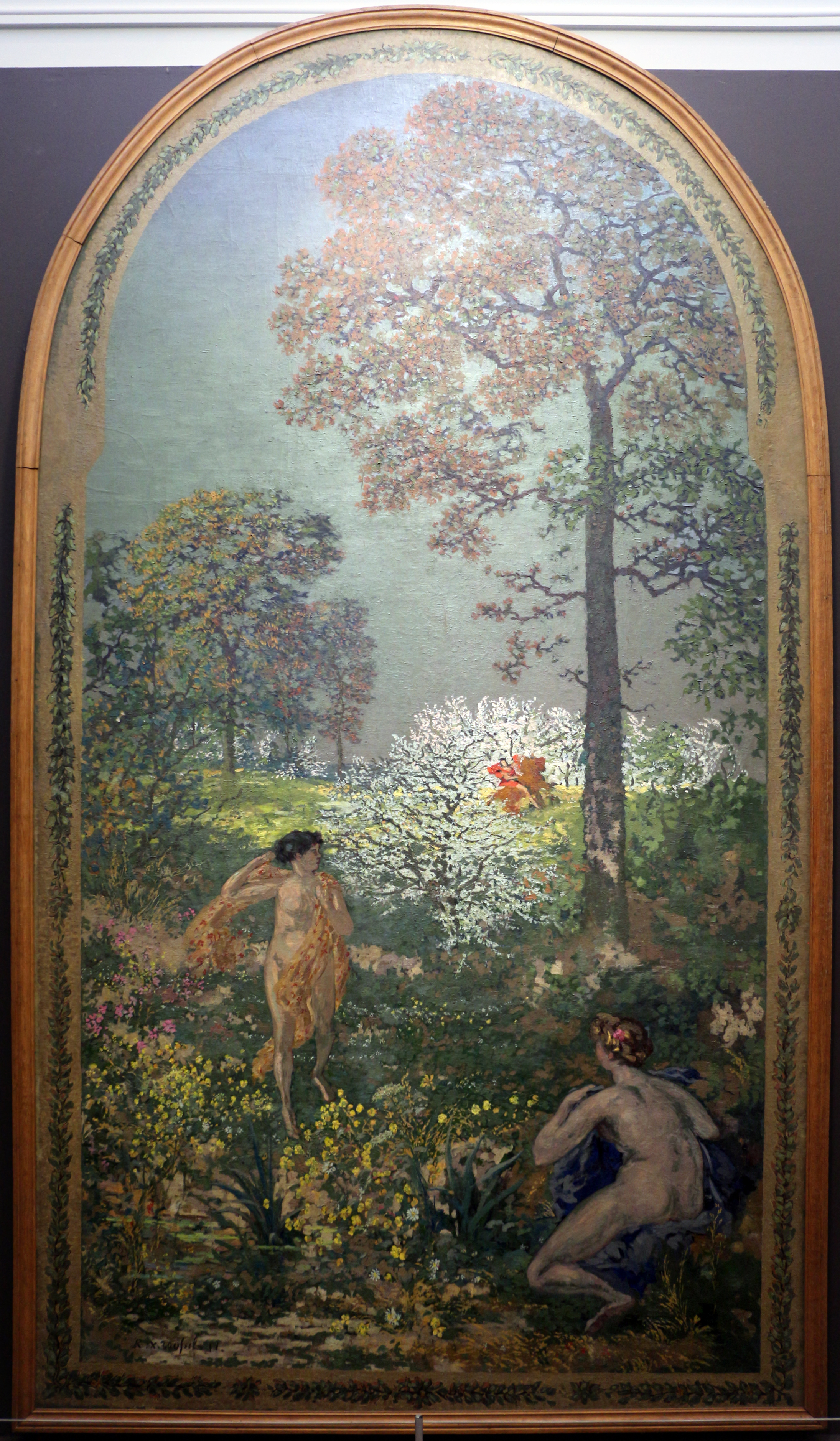
El rapto de las hijas de Leucipo (1911), Museo de Orsay, París
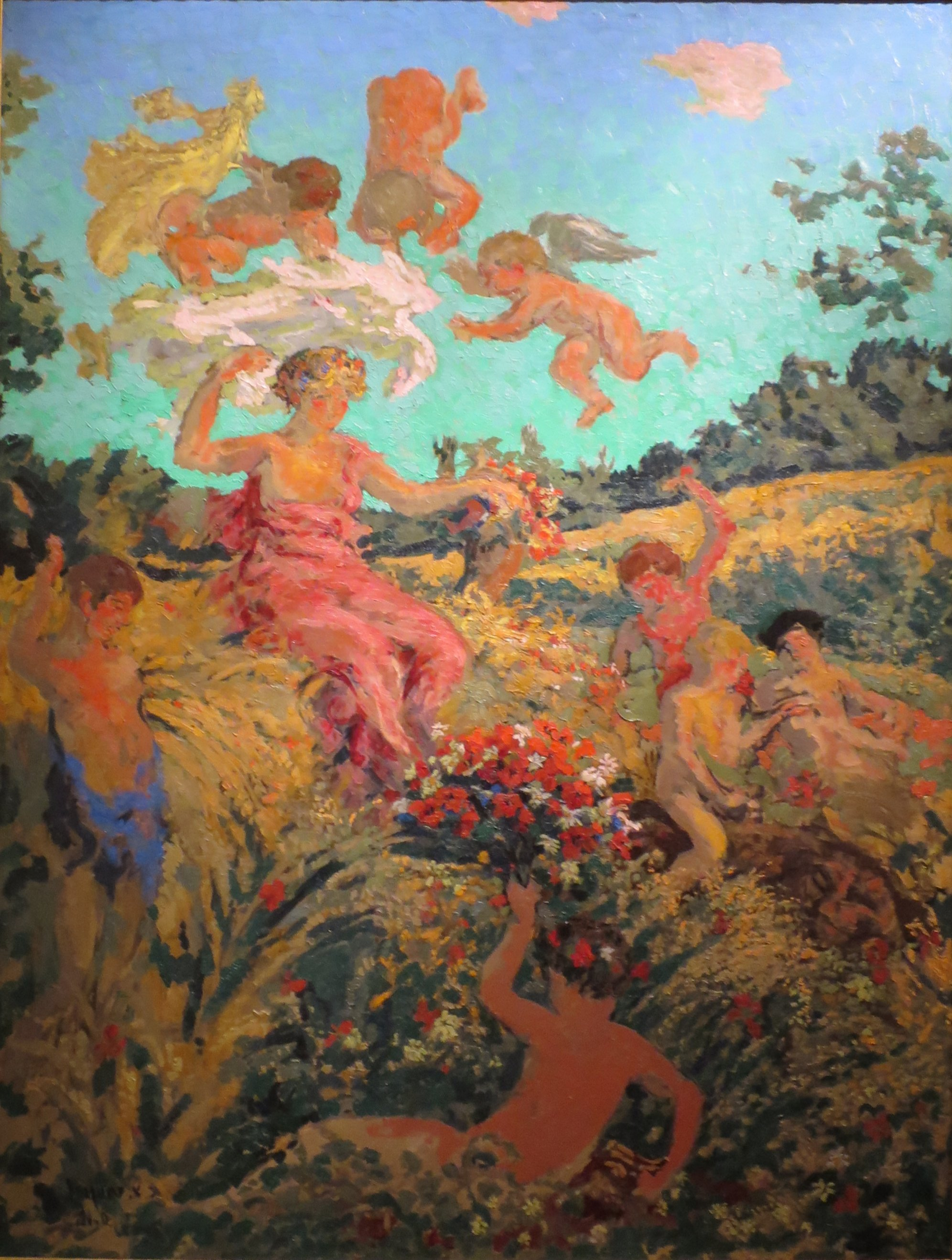
Festival rural, Verano (1911-1913), Museo Pushkin, Moscú
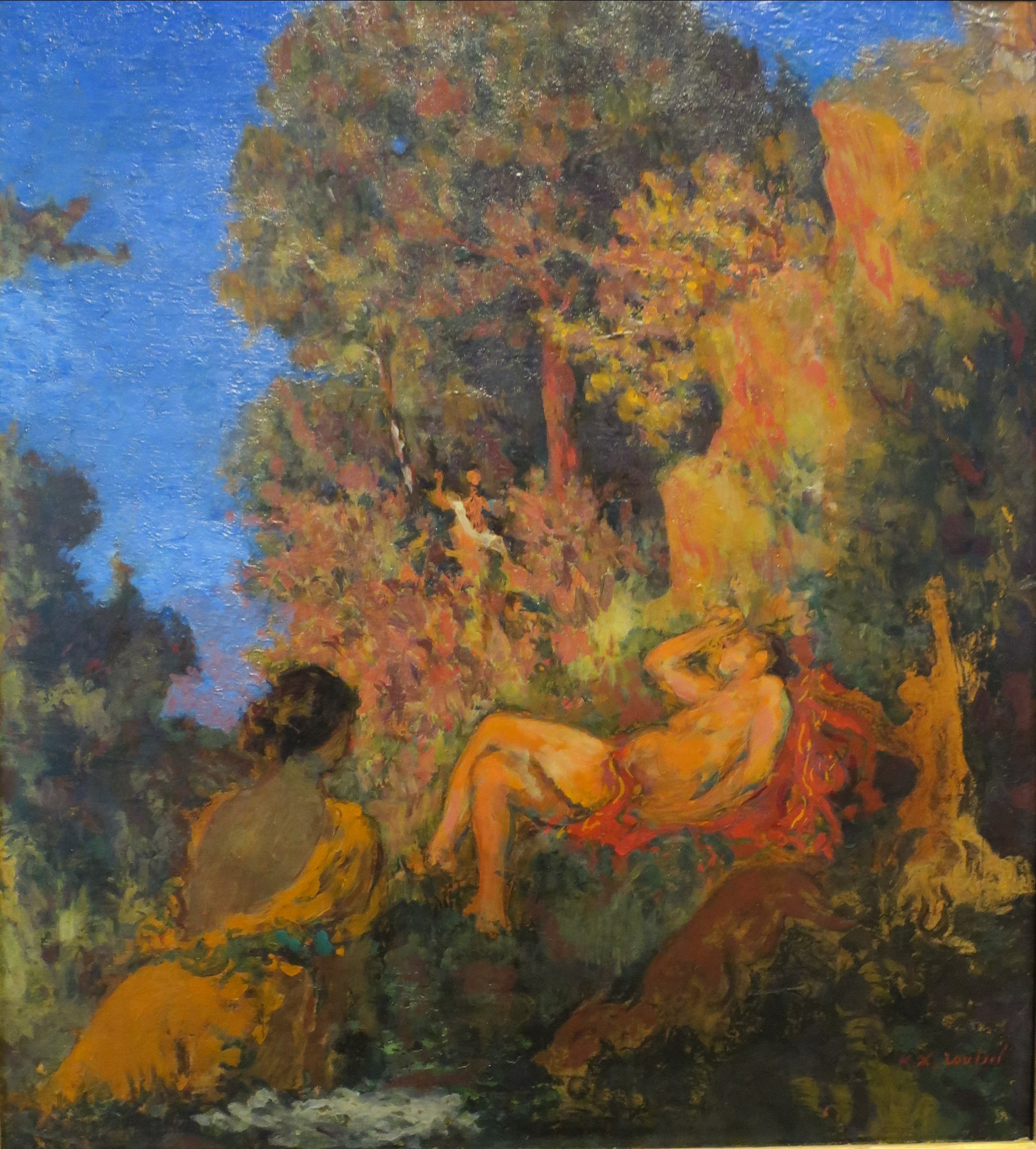
Diana durmiente (1924), High Museum of Art, Atlanta